# Кшиж (Поморське воєводство)
Кшиж (пол. Krzyż, нім. Johannesberg) — село в Польщі, у гміні Черськ Хойницького повіту Поморського воєводства.
Населення — 1073 особи (2011).
У 1975-1998 роках село належало до Бидгощського воєводства.

## Демографія
Демографічна структура станом на 31 березня 2011 року:
|          | Загалом | Допрацездатний вік | Працездатний вік | Постпрацездатний вік |
| -------- | ------- | ------------------ | ---------------- | -------------------- |
| Чоловіки | 548     | 143                | 350              | 55                   |
| Жінки    | 525     | 108                | 309              | 108                  |
| Разом    | 1073    | 251                | 659              | 163                  |